# Peperomia enckeifolia
Peperomia enckeifolia är en pepparväxtart som beskrevs av William Trelease. Peperomia enckeifolia ingår i släktet peperomior, och familjen pepparväxter. Inga underarter finns listade i Catalogue of Life.